# Mortalcio
Patryk Baran, znany również jako Mortalcio i Mortal (ur. 23 lipca 1999 w Krakowie) – polski influencer, youtuber, piosenkarz, aktor, autor tekstów oraz freak fighter.
Od początku swojej działalności w internecie zgromadził 1,6 mln subskrybentów w serwisie YouTube na swoim głównym kanale, 946 tys. obserwujących na Instagramie, 883,8 tys. obserwujących na TikToku oraz 283,8 tys. obserwujących na Spotify.

## Życiorys
Pochodzi i urodził się w Krakowie 23 lipca 1999 roku, lecz wychowywał się od 2009 roku w Anglii ze względu na pracę jego rodziców. Uczestniczył w stworzonym przez Friz projekcie „Genzie”.
W grudniu w 2023 roku Patryk odszedł od tej grupy youtuberów. Jednym z głównych powodów jego odejścia była jego nadchodząca płyta i solowa trasa koncertowa.

## Kariera
W 2017 roku założył swój kanał w serwisie YouTube. W latach 2021–2023 był członkiem Genzie, z którymi mieszkał w tzw. domu Genzie, czyli willi położonej w Krakowie. Patryk wydaje również swoje utwory, lecz wtedy nie używa pseudonimu Mortalcio, tylko Mortal.

### Kariera freak show fight
W 2020 i 2021 roku stoczył dwie walki dla federacji organizującej gale typu freak show fight, Fame MMA. Pierwszą z nich wygrał przez poddanie w trzeciej rundzie, a w drugiej musiał uznać wyższość rywala, przegrywając przez techniczny nokaut w drugiej odsłonie. Obie odbyły się w Łodzi.

### GBS
Patryk w 2023 roku podjął się współpracy z GBS, gdzie pojawiły się produkty, takie jak:
- ANGEL'S TOUCH MORTALCIO – batonik mleczny[10]
- Mortalcio – czekolada do picia[11]

### Sklep
W 2023 roku Mortalcio uruchomił sprzedaż swojego merchu na stronie Influcenter zarządzanej przez EKIPATONOSI Sp. z o.o. Jego kolekcja składa się, na dzień 25 lutego 2024, z trzynastu produktów i nazywa się Immortal.

### Pierwszy solowy album studyjny oraz trasa koncertowa
W lipcu 2023 roku influencer na platformie YouTube, TikTok i Instagram zaczął wspominać, że chciałby, aby powstała i została wydana jego solowa płyta, lecz dopiero we wrześniu na odcinku Hi Hanii, gdzie był gościem, potwierdził, że owa płyta ma powstać oraz ma się pojawić w 1. lub 2. kwartale 2024 roku. W grudniu 2023 roku na odcinku sylwestrowym oficjalnie zapowiedział, wraz z wydaniem płyty, solową trasą koncertową. Po opublikowaniu na serwisie Going informacji na temat owej trasy, w opisie wydarzenia jest wspomniane, że płyta artysty ma się pojawić na wiosnę, czyli w marcu lub w kwietniu, a cała trasa ma ruszyć 20 kwietnia 2024 roku. Ostatecznie, na odcinku „CZŁOWIEK vs PIES TROPIĄCY...”, Patryk poinformował, że 25 lutego 2024 ruszył preorder płyty, skończył się – 4 kwietnia, a premiera byłą na 10 kwietnia 2024. Preorder płyty był w trzech wariantach: płyta CD, CD + Bluza albo CD + T-shirt. Album zdobył status złotej płyty w okresie przedsprzedaży, lecz aktualnie album posiada status platynowej płyty. Na płycie znajdują się single: Szkło, Wiatr, Kinderki, Kłamstwa, Tanatofobia, Czujesz to co ja? oraz Ostatni krzyk.

## Życie prywatne
W 2018 roku ogłosił, że spotyka się z Wiktorią „Kartonii” Bochnak, lecz po pięciu latach (w 2023 roku) nagrał film, ogłaszając zakończenie ich związku.
W 2023 roku influencer związał się z Kingą Banaś. Również nagrał film, w którym wszystko wytłumaczył swoim widzom. Po publikacji wideo na partnerkę Mortalcia spadł duży hejt. 15 stycznia 2025r. oboje opublikowali na swoich Instagramach oświadczenie o zerwaniu. 

## Dyskografia[e]

### Albumy
| Rok  | Dane dot. albumu                                                                             | Najwyższa pozycja na liście | Certyfikat              | Sprzedaż       |
| Rok  | Dane dot. albumu                                                                             | POL                         | Certyfikat              | Sprzedaż       |
| ---- | -------------------------------------------------------------------------------------------- | --------------------------- | ----------------------- | -------------- |
| 2024 | Maze - Wytwórnia: Ekipa - Wydany: 10 kwietnia 2024 - Format: CD, digital download, streaming | 1                           | - ZPAV: platynowa płyta | - POL: 30 000+ |

### Single
| Rok | Tytuł                               | Najwyższa pozycja na liście | Najwyższa pozycja na liście | Certyfikat                 | Sprzedaż        | Album |
| Rok | Tytuł                               | OLiS                        | Spotify                     | Certyfikat                 | Sprzedaż        | Album |
| --- | ----------------------------------- | --------------------------- | --------------------------- | -------------------------- | --------------- | ----- |
| 2020 | „Terapia” (z Kartonii)              | X                           | –                           |                            |                 | –     |
| 2022 | „GTA”                               | X                           | –                           |                            |                 | –     |
| 2022 | „Morze Łez”                         | X                           | –                           |                            |                 | –     |
| 2023 | „Szkło”                             | 43                          | 34                          | - ZPAV: platynowa płyta    | - POL: 50 000+  | Maze  |
| 2023 | „Wiatr”                             | –                           | –                           |                            |                 | Maze  |
| 2023 | „Kinderki”                          | 5                           | 4                           | - ZPAV: 3× platynowa płyta | - POL: 150 000+ | Maze  |
| 2023 | „Bang” (z Postirol i Kingą Banaś)   | –                           | 157                         | - ZPAV: złota płyta        | - POL: 25 000+  | –     |
| 2023 | „Kłamstwa”                          | –                           | 38                          | - ZPAV: złota płyta        | - POL: 25 000+  | Maze  |
| 2023 | „Tanatofobia”                       | –                           | 110                         |                            |                 | Maze  |
| 2024 | „Czujesz to co ja?” (z Kingą Banaś) | –                           | –                           |                            |                 | Maze  |
| 2024 | „Ostatni krzyk”                     | –                           | –                           |                            |                 | Maze  |
| 2024 | „Powiedz proszę”                    | –                           | 118                         |                            |                 | Maze  |
| 2024 | „Tam gdzie Ty” (z Postirol)         | –                           | –                           |                            |                 | –     |
| 2025 | „Deadline”                          | –                           | 149                         |                            |                 | –     |
| 2025 | „Pusty dom”                         | –                           | –                           |                            |                 | –     |
| „–” oznacza, że singel nie był notowany na danej liście. „X” oznacza, że lista przebojów nie istniała w danym okresie. |                                     |                             |                             |                            |                 |       |

### Single promocyjne
| Rok  | Tytuł                                                  | Najwyższa pozycja na listach |
| Rok  | Tytuł                                                  | POL                          |
| ---- | ------------------------------------------------------ | ---------------------------- |
| 2025 | „Santa Cruz” (Mortalcio, Modelki, Qry, Wersow, Świeży) | 1                            |

### Single niewydane cyfrowo
| Rok  | Tytuł                                   | Źr.    |
| ---- | --------------------------------------- | ------ |
| 2018 | „ODBICIE”                               | [ 30 ] |
| 2019 | „WDECH ”(gościnnie Julka)               | [ 31 ] |
| 2021 | „Serce w bliznach” (gościnnie Kartonii) | [ 32 ] |
| 2021 | „ŁEZKA” (gościnnie Postirol)            | [ 33 ] |
| 2022 | „Przytul mnie”                          | [ 34 ] |

### Teledyski
| Tytuł                               | Rok                   | Inni artyści                 | Reżyseria                                  | Źr.                   |
| Jako główny wykonawca               | Jako główny wykonawca | Jako główny wykonawca        | Jako główny wykonawca                      | Jako główny wykonawca |
| ----------------------------------- | --------------------- | ---------------------------- | ------------------------------------------ | --------------------- |
| „ODBICIE”                           | 2018                  | –                            | –                                          | [ 30 ]                |
| „WDECH ”                            | 2019                  | Julka                        | Dead Sound                                 | [ 31 ]                |
| „Terapia”                           | 2020                  | Kartonii                     | Alan Walkowiak                             | [ 35 ]                |
| „Serce w bliznach”                  | 2021                  | Kartonii                     | Mortalcio, GumisVideo                      | [ 32 ]                |
| „ŁEZKA”                             | 2021                  | Postirol                     | Daniel Zięcik                              | [ 33 ]                |
| „GTA”                               | 2022                  | –                            | Maciej Jurek Movies                        | [ 36 ]                |
| „Przytul mnie”                      | 2022                  | –                            | Maciej Jurek Movies                        | [ 34 ]                |
| „Morze Łez”                         | 2022                  | –                            | Sylwester Irzyk, Maciej Jurek              | [ 37 ]                |
| „SZKŁO”                             | 2023                  | –                            | Beniamin Jeż                               | [ 38 ]                |
| „Wiatr”                             | 2023                  | –                            | Beniamin Jeż, Olek Jarek                   | [ 39 ]                |
| „Kinderki”                          | 2023                  | –                            | Sylwek Irzyk                               | [ 40 ]                |
| „Bang”                              | 2023                  | Postirol, Kinga Banaś        | Sylwek Irzyk, Paweł                        | [ 41 ]                |
| „KŁAMSTWA”                          | 2023                  | –                            | Beniamin Jeż                               | [ 42 ]                |
| „TANATOFOBIA”                       | 2023                  | –                            | Beniamin Jeż                               | [ 43 ]                |
| „Czujesz to co ja?”                 | 2024                  | Kinga Banaś                  | Maciej Jurek Movies                        | [ 44 ]                |
| „Ostatni krzyk”                     | 2024                  | –                            | Beniamin Jeż                               | [ 45 ]                |
| „Powiedz proszę”                    | 2024                  | Jonatan                      | Beniamin Jeż                               | [ 46 ]                |
| „Tam gdzie ty”                      | 2024                  | Postirol                     | –                                          | [ 47 ]                |
| „BUNGEE”                            | 2024                  | Postirol                     | Filip Strzelec, Sylwek Irzyk, Maciej Jurek | [ 48 ]                |
| „Deadline”                          | 2025                  | –                            | Direct by Ekipa (w składzie: Beniamin Jeż) | [ 49 ]                |
| „Santa Cruz”                        | 2025                  | Modelki, Qry, Wersow, Świeży | Direct by Ekipa                            | [ 50 ]                |
| „Pusty dom”                         | 2025                  | –                            | Przecinkowski                              | [ 51 ]                |
| Z zespołem Genzie                   |                       |                              |                                            |                       |
| „List do M”                         | 2021                  | –                            | DIRECT by Ekipa                            | [ 52 ]                |
| „Dzięki”                            | 2022                  | –                            | DIRECT by Ekipa                            | [ 53 ]                |
| „Pląs”                              | 2022                  | –                            | Maciej Jurek Movies                        | [ 54 ]                |
| „Holiday”                           | 2022                  | –                            | Maciej Jurek Movies                        | [ 55 ]                |
| „Milion”                            | 2022                  | –                            | Maciej Jurek Movies                        | [ 56 ]                |
| „Finał”                             | 2022                  | –                            | Maciej Jurek, Beniamin Jeż                 | [ 57 ]                |
| „Nowy Rozdział”                     | 2023                  | –                            | Beniamin Jeż                               | [ 58 ]                |
| „Trasa”                             | 2023                  | –                            | Natalia Sokołowska                         | [ 59 ]                |
| „Nowy Rozdział (Genzie Tour Remix)” | 2023                  | –                            | DIRECT by Ekipa                            | [ 60 ]                |
| „Preria”                            | 2023                  | –                            | Jakub Norek, Filip Strzelec                | [ 61 ]                |
| „Halloween”                         | 2023                  | –                            | Dawid Szewczyk                             | [ 62 ]                |
| „Razem”                             | 2023                  | –                            | Rafał Sioma, Jakub Norek                   | [ 63 ]                |
| „Święta”                            | 2023                  | –                            | Dawid Szewczyk, Kamil Antczak              | [ 64 ]                |

## Trasy koncertowe

### Z zespołemGenzie
- Genzie Tour 2023 (Polska, 21 maja – 18 czerwca 2023)[65][66]
- Genzie Tour Vol. 2 2023 (Polska, 7 października – 29 października 2023)[67][68]

### Solowe
- Mortal Tour (Polska, 20 kwietnia – 12 maja 2024)[16][69]
- Mortal Tour Vol. 2 (Polska, 17 listopada – 14 grudnia 2024)[70][71][72]

### Występy gościnne
- Ekipa Festiwal (Polska, 16 czerwca 2024)[73][74]

## Filmografia

### Filmy
- 2025: 100 dni do matury[75][76]

### Programy telewizyjne
- 2023: Twoje 5 minut[77]
- 2024: Mafia w prawdziwym życiu[78]

### Narrator
- 2024: Mafia w prawdziwym życiu[78]

## Uwaga
1. ↑  stan na 14.05.2025
2. ↑  stan na 14.05.2025
3. ↑  stan na 14.05.2025
4. ↑  stan na 14.05.2025
5. ↑  Wydania udostępniane pod pseudonimem „Mortal”
6. ↑  Mortalcio nie znajdował się na każdy utworze/teledysku, który został wydany przez Genzie oraz po odejściu z zespołu nie występuje już na singlach, więc owa lista jest zawarta na tym artykule.